# Krzysztof Pomian
Krzysztof Andrzej Pomian, pierwotne nazwisko Purman (ur. 25 stycznia 1934 w Warszawie) – polski filozof, historyk, eseista, profesor nauk humanistycznych.

## Życiorys
Jego rodzice byli Polakami żydowskiego pochodzenia. Ojciec Stefan Purman był działaczem komunistycznym, jednym z założycieli KPP, bratem Henryka i Leona. W trakcie II wojny światowej Krzysztof Pomian został wywieziony z rodziną do Kazachstanu, gdzie w łagrze zmarł jego ojciec. Do Polski powrócił wraz z matką w 1946. Wkrótce po wojnie matka zmieniła nazwisko na Pomian, przedwojenny pseudonim jej męża.
W latach 1952–1957 Pomian studiował na Wydziale Filozoficznym Uniwersytetu Warszawskiego. Na tym samym wydziale obronił pracę doktorską (1965) i habilitacyjną (1968) oraz pracował jako adiunkt w Katedrze Historii Filozofii Narodowej. Był członkiem Związku Młodzieży Polskiej. W 1966 po wygłoszeniu krytycznego wobec partii referatu został wykluczony z PZPR, do której należał od czasów studenckich. W 1968 stracił pracę na uczelni za poparcie udzielone uczestnikom wydarzeń marcowych. W latach 1969–1972 był zatrudniony w Zakładzie Rękopisów Biblioteki Narodowej, następnie wyjechał do Francji. W grudniu 1975 podpisał List 59, protest przeciwko zmianom w konstytucji.
W 1984 został profesorem w Centre national de la recherche scientifique (CNRS). W 1998 otrzymał tytuł profesora nauk humanistycznych. W 1999 objął stanowisko profesora na Uniwersytecie Mikołaja Kopernika w Toruniu. W 2001 został dyrektorem tworzonego w Brukseli Muzeum Europy. W 2010 wszedł w skład Komitetu Doradczego Europejskiej Sieci Pamięć i Solidarność.
Jest autorem prac o filozofii współczesnej oraz związkach filozofii z polityką, m.in. zbioru esejów Filozofowie w kręgu polityki. W latach 2020–2022 we Francji wydano jego trzytomową publikację pt. Le Musée, une histoire mondiale, poświęconą historii i kształtowaniu się instytucji muzeum.
Jego żoną była Grażyna Pomian.

## Publikacje
- Filozofia i socjologia XX wieku (współautor), Wiedza Powszechna, Warszawa 1962.
- Przeszłość jako przedmiot wiary: historia i filozofia w myśli średniowiecza, PWN, Warszawa 1968.
- Człowiek pośród rzeczy: szkice historycznofilozoficzne, Czytelnik, Warszawa 1973.
- Les archives: du Trésor des chartes au caran, Gallimard , Paryż 1980.
- L'orde du temps, Gallimard , Paryż 1984.
- Europa i jej narody (współautor), PIW, Warszawa 1992.
- Przeszłość jako przedmiot wiedzy, Fundacja „Aletheia”, Warszawa 1992.
- Zbieracze i osobliwości: Paryż – Wenecja XVI–XVIII wiek, PIW, Warszawa 1996.
- Drogi kultury europejskiej: trzy studia, Wyd. IFiS PAN, Warszawa 1996.
- Wenecja w kulturze europejskiej, Wydawnictwo Uniwersytetu Marii Curie-Skłodowskiej, Lublin 2000.
- W kręgu Giedroycia, Czytelnik, Warszawa 2000.
- Oblicza dwudziestego wieku: szkice historyczno-polityczne, Wydawnictwo Uniwersytetu Marii Curie-Skłodowskiej, Lublin 2002.
- Filozofowie w świecie polityki. 1, Eseje 1957–1974, Wyd. Adam Marszałek, Toruń 2004.
- Historia – nauka wobec pamięci (współautor), Wydawnictwo Uniwersytetu Marii Curie-Skłodowskiej, Lublin 2006.
- Le Musée, une histoire mondiale. Tome 1: Du trésor au musée, Gallimard, Paryż 2020; wyd. w jęz. pol.: Muzeum. Historia światowa. T. 1: Od skarbca do muzeum (tłum. Tomasz Stróżyński), słowo/obraz terytoria, Gdańsk 2023.
- Le Musée, une histoire mondiale. Tome 2: L’ancrage européen, 1789–1850, Gallimard, Paryż 2021; wyd. w jęz. pol.: Muzeum. Historia światowa. T. 2: Zakotwiczanie w Europie: 1789–1850 (tłum. Tomasz Stróżyński), słowo/obraz terytoria, Gdańsk 2023.
- Le Musée, une histoire mondiale. Tome 3: Du trésor au musée, 1850–2020, Gallimard, Paryż 2022; wyd. w jęz. pol.: Muzeum. Historia światowa. T. 3: Na podbój świata 1850–2020 (tłum. Tomasz Stróżyński), słowo/obraz terytoria, Gdańsk 2023.

## Odznaczenia i wyróżnienia
W 2012 został przez prezydenta Bronisława Komorowskiego odznaczony Krzyżem Komandorskim z Gwiazdą Orderu Odrodzenia Polski. W 1993 uhonorowano go Krzyżem Komandorskim tego orderu.
Doktor honoris causa Uniwersytetu Marii Curie-Skłodowskiej (2003) i Uniwersytetu Gdańskiego (2024). Otrzymał Nagrodę Publicystyczną im. Juliusza Mieroszewskiego (1985) oraz Nagrodę Fundacji na rzecz Nauki Polskiej (2017).
W 2024 otrzymał wyróżnienie specjalne Nagród Klio za trzytomową publikację Muzeum. Historia światowa.